# Ceratogomphus triceraticus
Espèce
Statut de conservation UICN

 NT B2a : Quasi menacé
 IUCN3.1
Ceratogomphus triceraticus est une espèce  de libellules de la famille des Gomphidae (sous-ordre des Anisoptères, ordre des Odonates). C'est l'une des deux espèces de libellules du genre Ceratogomphus endémiques en Afrique du Sud mais menacée d'extinction.

## Description
Ceratogomphus triceraticus est l'une des deux espèces du genre Ceratogomphus compris dans la famille des Gomphidae appartenant au sous-ordre des Anisoptères dans l'ordre des Odonates. Cette libellule est aussi connue sous les noms vernaculaires anglais de « Cape Thorntail » et « Balinsky's Thorntail ».
Balinsky décrit ce taxon comme proche de Ceratogomphus pictus mais plus sombre que ce dernier. Le mâle Ceratogomphus triceraticus a une tête jaune terne sauf le bas de celle-ci qui est noir, le labre jaune avec une ligne centrale noire rejoignant deux blocs noirs. L'antéclypeus est jaune gris et l'ostclypeus jaune aussi.

## Répartition
Il est endémique d'Afrique du Sud. Son habitat naturel est constitué de ruisseaux ou petites rivières dans des paysages ouverts ou des zones ouvertes dans la forêt avec des zones plutôt calmes comme les mares avec des détritus grossiers, souvent avec des rochers et un fond graveleux et/ou sablonneux. Il est menacé par la perte de son habitat naturel.

## Taxonomie
Le nom valide complet (avec auteur) de ce taxon est Ceratogomphus triceraticus Balinsky, 1963.